# Liliana Betti
Pour les articles homonymes, voir Betti.
Liliana Betti, également connue sous le nom de Liliane Betti, est une scénariste et réalisatrice italienne née en 1937 à Corte Franca (Lombardie) et morte en août 1998 à Adro (Lombardie).

## Biographie
Née dans la frazione de Nigoline Bonomelli à Corte Franca, province de Brescia, Betti s'installe en 1957 à Rome, où elle devient l'amie de Federico Fellini,, qui l'appelle la muse ou « la piccola dea delle idee » (litt. « la petite déesse des idées »), et collabore avec lui, en tant que régisseuse de distribution, scripte et assistante réalisatrice, pour un grand nombre de ses films jusqu'en 1980. En tant que scénariste, elle a souvent travaillé avec Marco Ferreri et Enrico Oldoini. En 1991, elle reçoit le David di Donatello du meilleur film pour La Maison du sourire, qui remporte l'Ours d'or à la Berlinale la même année.

## Filmographie

### Réalisatrice
- 1975 : Et le Casanova de Fellini ? (E il Casanova di Fellini?), documentaire coréalisé avec Gianfranco Angelucci (de)

### Assistante réalisatrice
- 1968 : Histoires extraordinaires de Louis Malle, Federico Fellini et Roger Vadim
- 1969 : Satyricon (Fellini Satyricon) de Federico Fellini
- 1973 : Amarcord de Federico Fellini
- 1976 : Le Casanova de Fellini (Il Casanova di Federico Fellini) de Federico Fellini
- 1986 : Yuppies 2 (it) d'Enrico Oldoini
- 1991 : Faccione (it) de Christian De Sica
- 1991 : Vacanze di Natale '91 d'Enrico Oldoini
- 1991 : La Maison du sourire (La casa del sorriso) de Marco Ferreri
- 1991 : La Chair (La carne) de Marco Ferreri
- 1992 : Anni 90 (it) d'Enrico Oldoini
- 1993 : Journal d'un vice (Diario di un vizio) de Marco Ferreri
- 1994 : Miracolo italiano (it) d'Enrico Oldoini

### Scénariste
- 1981 : Fleur du vice (Miele di donna) de Gianfranco Angelucci (de)
- 1986 : Yuppies 2 (it) d'Enrico Oldoini
- 1987 : Bellifreschi (it) d'Enrico Oldoini
- 1988 : Bye Bye Baby d'Enrico Oldoini
- 1988 : Les Deux Fanfarons (Una botta di vita) d'Enrico Oldoini

## Publication
- Liliana Betti, Fellini : un portrait, Paris, Albin Michel, 1980 (ISBN 2-226-00963-9)